# Wilhelm Dahlbom
Wilhelm Stephan Dahlbom (Lund, 1855 – Snogeröd, 1928) è stato un pittore svedese.

## Biografia

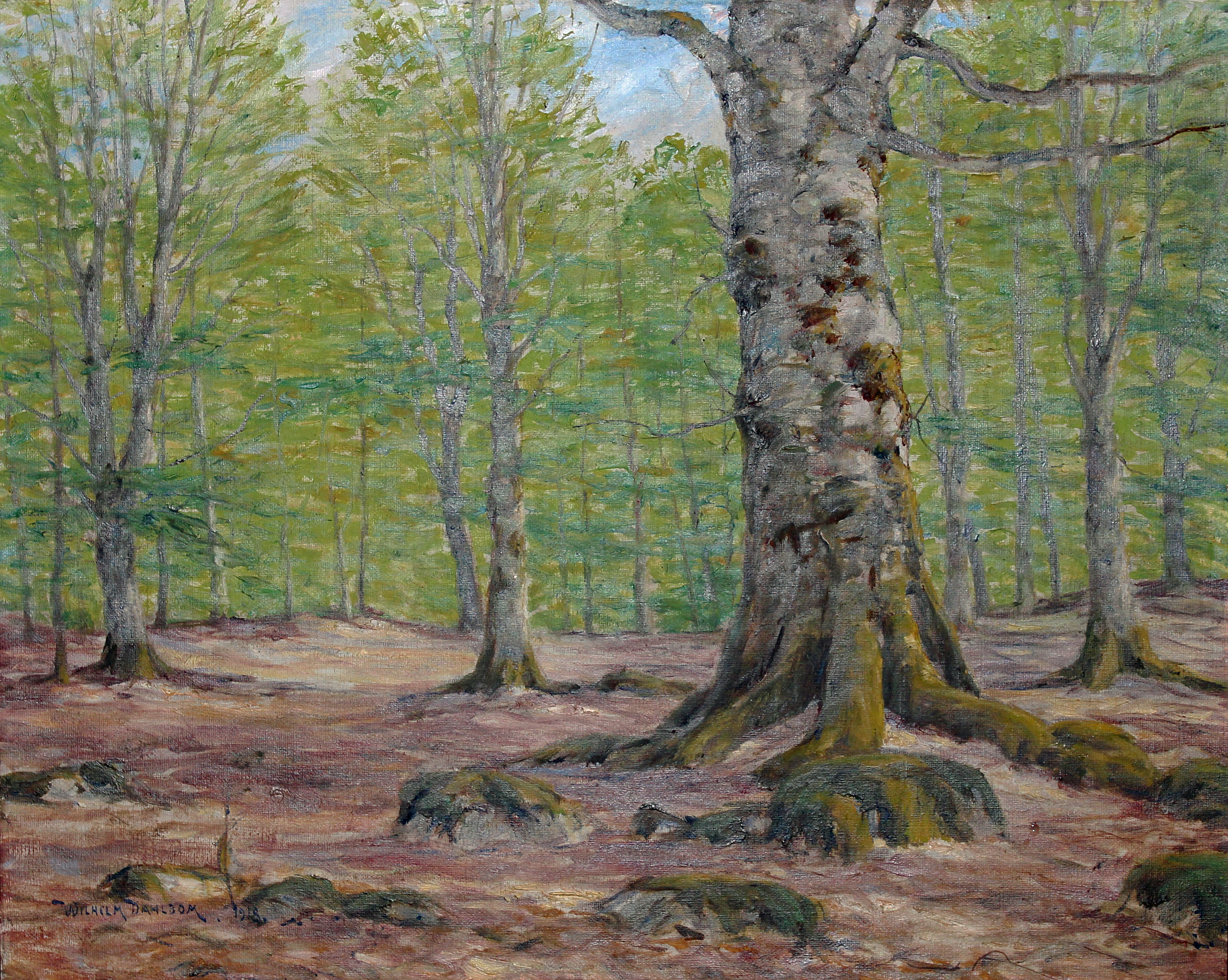
Bokskog i vårgrönska, olio su tela, 1918.

Figlio dell'entomologo Anders Gustaf Dahlbom, sentì una predisposizione per l'arte decidendo di finalizzare gli studi diplomandosi infine alla Reale Accademia delle Belle Arti di Stoccolma.
In seguito viaggiò in Italia, Germania e Francia, soggiornando a Parigi per proseguire gli studi, stabilendosi infine in Svezia, a Ringsjön. Si dedicò principalmente alla pittura di paesaggi, dove i suoi soggetti ricorrenti erano le foreste, con le faggete tra i suoi motivi preferiti, le coste della Svezia centrale e vedute dello Scania. Dahlbom dipinse anche alcune pale d'altare.
Alcuni dei suoi dipinti sono esposti al pubblico nel Museo nazionale di Stoccolma, nel Malmö konstmuseum e nella collezione di ritratti svedesi nel castello di Gripsholm.